# II. třída okresu Praha-západ
II. třída okresu Praha-západ (Okresní přebor II. třídy) patří společně s ostatními druhými třídami mezi osmé nejvyšší fotbalové soutěže v Česku. Je řízena Okresním fotbalovým svazem Praha-západ. Hraje se každý rok od léta do jara se zimní přestávkou. Účastní se ji 14 týmů z okresu Praha-západ, každý s každým hraje jednou na domácím hřišti a jednou na hřišti soupeře. Celkem se tedy hraje 26 kol. Vítězem se stává tým s nejvyšším počtem bodů v tabulce a postupuje do I.B třídy Středočeského kraje - skupiny A. Poslední dva týmy sestupují do III. třídy okresu Praha-západ. Do II. třídy vždy postupuje vítězný tým z každé ze dvou skupin III. třídy (skupiny A a B).

## Vítězové
| Ročník    | Vítězný tým           |
| --------- | --------------------- |
| 2003/2004 | TJ Štěchovice         |
| 2004/2005 | Sokol Mníšek pod Brdy |
| 2005/2006 | TJ Sokol Hostivice    |
| 2006/2007 | TJ Sokol Jeneč        |
| 2007/2008 | TJ Sokol Jeneč        |
| 2008/2009 | Spartak Průhonice     |
| 2009/2010 | Všenorský SK          |
| 2010/2011 | TJ Jíloviště          |
| 2011/2012 | Spartak Průhonice     |
| 2012/2013 | TJ Sokol Zvole        |
| 2013/2014 | FK Zbuzany 1953       |
| 2014/2015 | Viktoria Vestec       |
| 2015/2016 | FK Kosoř              |
| 2016/2017 | AFK Libčice           |
| 2017/2018 | TJ Sokol Choteč       |
| 2018/2019 | TJ Sokol Jinočany     |